# Koninginnetoren
De Koninginnetoren is een woontoren aan de Boezemsingel 314-476 in de Nederlandse stad Rotterdam, op de grens van de wijken Crooswijk en Kralingen.
De toren werd in 2001 gebouwd op de plaats van de markante, begin jaren 1970 gesloopte Koninginnekerk. Het gebouw is 78 meter hoog, bestaat uit 26 verdiepingen en bevat 82 appartementen en enkele kantoorruimten. De bovenste etages zijn groen gemaakt als herinnering aan de kopergroene daken op de torens van de voormalige kerk. In 2015 werd de Koninginnetoren verkocht aan de huidige eigenaar.